# Berestek
Berestek – wieś na Ukrainie w rejonie czortkowskim należącym do obwodu tarnopolskiego.